# Гриффитс, Чарльз
Чарльз Гриффитс (англ. Charles Griffiths; 1882, Рагби, Уорикшир — май 1936, Рагби, Уорикшир) — английский футболист и тренер. В качестве тренера участвовал в двух Олимпийских играх.

## Карьера игрока
Гриффитс играл на позиции нападающего за клубы «Лутон Таун», «Барроу», «Престон Норт Энд». Известно, что в январе 1904 года нападающий был подписан клубом «Ковентри Сити», так же в источниках упоминается что до перехода в «Ковентри Сити» он играл за клубы «Сент-Хеленс Таун» и «Освестри Юнайтед». В ноябре 1907 года пополнил состав клуба «Линкольн Сити», который выступал во втором дивизионе Футбольной лиги. До переезда в Германию был жителем города Освестри и хорошо известен в региональном футболе графства Шропшир.

## Тренерская карьера
В конце 1900-х годов Гриффитс переехал в Германию, и занялся тренерской деятельностью. Первым клубом, менеджером которого он стал, была «Боруссия Мёнхенгладбах». С 1910 года он работал в клубе «Карлсруэ ФФ», за время его работы клуб дважды выигрывал чемпионат Южной Германии.
В августе 1911 года был назначен первым штатным тренером-менеджером «Баварии», его работа в клубе продлилась всего семь месяцев, и 6 апреля 1912 года он был уволен. Однако он убедил руководство клуба в том, что должность постоянного тренера полезна для клуба.
В дальнейшем он возглавил клуб «Штутгартер Кикерс», и в первый же сезон выиграл с клубом чемпионат Южной Германии, второй сезон был прерван из-за начала Первой мировой войны.
В 1920 году Гриффитс входил в тренерский штаб сборной Бельгии, когда она выиграла футбольный турнир на Летних Олимпийских игр 1920 года.
В 1920 по 1922 год возглавлял голландские клубы «Витесс Арнем» и «Бе Квик». В 1923 году он выиграл чемпионат Бельгии с командой «Роял Юнион Сен-Жиллуаз».
В сентябре 1923 года перешёл в клуб «Олимпик Лилль».
В феврале 1924 года был назначен главным тренером сборной Франции, возглавлял сборную на Олимпийских играх 1924 года.
В 1925 году был назначен менеджером бельгийского клуба «Берхем Спорт». В 1933 году он выиграл Кубок Франции, будучи тренером клуба «Эксельсиор», в том же 1933 году вернулся в клуб «Роял Юнион Сен-Жиллуаз», возглавлял клуб с 1933 по 1935 год.
Умер в больнице в Регби 15 мая 1936 года.

## Достижения как тренера
- Победитель Чемпионата Южной Германии: (3)

«Штутгартер Кикерс»: 1912
«Карлсруэ ФФ»: 1910, 1911
- Победитель Чемпионата Бельгии: (1)

«Роял Юнион Сен-Жиллуаз»: 1923
- Обладатель Кубка Франции: (1)

«Эксельсиор»: 1933